# برونو هنريكي (لاعب كرة قدم مواليد 1989)
برونو هنريكي كورسيني (بالبرتغالية: Bruno Henrique Corsini) وهو لاعب كرة قدم برازيلي في خط الوسط لعب سابقاً في نادي الاتحاد السعودي.

## روابط خارجية
- برونو هنريك كورسيني على موقع قاعدة بيانات كرة القدم.إي يو (الإنجليزية)
- برونو هنريك كورسيني على موقع ليكيب (الفرنسية)
- برونو هنريك كورسيني على موقع Soccerway.com (الإنجليزية)
- برونو هنريك كورسيني على موقع عالم كرة القدم.نت (الإنجليزية)
- برونو هنريك كورسيني على موقع AS.com (الإسبانية)